# IceWM

IceWM ist ein Fenstermanager

IceWM ist ein in C++ programmierter, unter LGPL stehender Fenstermanager für das X11-Fenstersystem. Ziel von IceWM ist Geschwindigkeit, Schlichtheit („simplicity“) und Bedienerfreundlichkeit („not getting in the user's way“).
Dennoch stellt IceWM einige Applets zur Verfügung, mit denen sich beispielsweise CPU-Last und Datenverkehr überwachen lassen. Weitere Applets ermöglichen einen schnellen Überblick über verbleibende Akkulaufzeit, Datum/Uhrzeit und den Status der Mailbox.
Eigenschaften wie Tastenkombinationen und Aussehen lassen sich über Einstellungen in Textdateien verändern. Des Weiteren lässt sich das Aussehen durch die Installation zusätzlicher Themes verändern.
Die Verbreitung von IceWM nahm 2007 sprunghaft zu, als das Unternehmen Asus seinen Eee PC vorstellte, der zu einem Verkaufsschlager wurde. Bei dem Gerät handelt es sich um ein Mini-Notebook, auf dem ein Linux von Xandros mit IceWM vorinstalliert ist.